# Wohnhaus Fährstraße 3
Das Wohnhaus Fährstraße 3 in der niedersächsischen Samtgemeinde Land Hadeln, Gemeinde Osten im Landkreis Cuxhaven, stammt vom Anfang des 20. Jahrhunderts. Aktuell (2024) wird es als Wohnhaus und Gasthaus genutzt.
Das Gebäude steht unter Denkmalschutz (siehe auch Liste der Baudenkmale in  Osten (Oste)).

## Beschreibung
Das eingeschossige traufständige historisierende Gebäude auf Sockel in Backstein mit schiefergedecktem Satteldach mit Dachüberstand auf einem Drempel sowie mit malerischen historisierenden Gauben, wurde um 1900 gebaut. Ein straßenseitiger Giebelrisalit mit Freigespärre und dem mittigen Haupteingang gliedert das Haus. Die Fassaden werden durch Putzelemente an den eckigen Fensterrahmungen und -bekrönungen sowie durch Felder im Drempelbereich und gequaderte Ecklisenen gestaltet.
Das Landesdenkmalamt befand u. a.: „… in Formen des späten Historismus, die sich zeittypisch an städtischen Vorbildern orientieren ….“
An der Fährstraße sind die Häuser Nr. 1, Nr. 3, Nr. 5,  Nr. 8b, Nr. 7 und Nr. 18 denkmalgeschützt.